# Folsomides semiparvulus
Folsomides semiparvulus är en urinsektsart som beskrevs av Fjellberg 1993. Folsomides semiparvulus ingår i släktet Folsomides och familjen Isotomidae. Inga underarter finns listade i Catalogue of Life.